# Fern Michaels
Fern Michaels (született Mary Ruth Kuczkir) (Hastings, Pennsylvania, 1933. április 9. –) amerikai regényíró. Ma is az Egyesült Államok és a New York Times legnépszerűbb könyvei közé tartozik a Family Blessings, a Pretty Woman, a Crown Jewel, a Texas kvartett és a Captive sorozata.

## Életrajza
Miután megházasodott, New Jersey-be költözött, és öt gyermeke született. 1973-ban a legfiatalabb gyermeke is iskolás lett, és a férje azt mondta neki, hogy keressen munkát. Mivel nem volt ötlete, így elkezdett könyveket írni, de a férje nem támogatta ebben, és elváltak.
Az első kézirata nem jelent meg, de ezt követően Michaels több mint hatvan könyvet adott ki, mely közül sok New York Times bestseller lett. Szeret nehéz körülmények között élő nőkről könyveket írni, akik győzedelmeskedni tudnak a bonyolult élethelyzetekben is. Erőfeszítéseinek köszönhetően bekerült a New Jersey-i Irodalmi Csarnokba. 
Amikor kislány volt, a nagymamája azt mondta neki „Amikor Isten jót tesz veled, azt viszonoznod kell neki”, így ezt szem előtt tartva létrehozta a Fern Michaels Alapítványt, amely négyéves ösztöndíjat biztosít a hallgatók számára.
Fern Michaels jelenleg (2017) Summerville-ben, Dél-Karolinában él, egy 300 éves ültetvényes házban és állítja, hogy megosztja a házat egy Mary Margaret nevű kísértettel.

## Magyarul megjelent művei

### Vegas Saga
- Vegas saga. Sallie Coleman öröksége; ford. Loósz Vera; Ulpius-ház, Bp., 2008
- Vegas saga 2. Fanny Thorton szerelmei; ford. Loósz Vera; Ulpius-ház, Bp., 2009
- Vegas saga. Celia Connors házassága; ford. Loósz Vera; Ulpius-ház, Bp., 2009
- Vegas saga 4. Nealy Coleman igazsága; ford. Loósz Vera; Ulpius-ház, Bp., 2009

### Önálló regényei
- Angyalok – Halálos becsvágy (2009 – Ulpius-ház)
- Angyalok – Vérbosszú (2009 – Ulpius-ház)
- Rabulejtő ragyogás; ford. Prince-L Pénzügyi és Gazdasági Befektetési Tanácsadó BT (Debrecen); Lap-ics, Debrecen, 1992
- A szenvedély rabja; ford. Szentgyörgyi József; Esély, Bp., 1993 (Esély)
- Angyalok. Hétvégi harcosok; ford. Loósz Vera; Ulpius-ház, Bp., 2009
- Elégtétel; ford. Laik Eszter; Álomgyár, Bp., 2017
- Kesztyűs kézzel; ford. Laik Eszter; Álomgyár, Bp., 2017